# 遷民県
遷民県（せんみん-けん）は中華人民共和国河北省にかつて存在した県。現在の秦皇島市北東部山海関一帯に相当する。
遼朝により設置され、金朝により廃止された。